# José Fléxa Pinto Ribeiro
José Fléxa Pinto Ribeiro, ou simplement Fléxa Ribeiro (Faro, 1884 - 1971) est un professeur, critique et historien renommé de l'art brésilien. Il est directeur de l'École nationale des beaux-arts de 1948 à 1952.
Il est l'auteur d'História crítica da arte, œuvre classique de l'historiographie au Brésil.